# Station Ruda Chebzie
Station Ruda Chebzie is een spoorwegstation in de Poolse plaats Ruda Śląska.